# すいているのに相席
すいているのに相席（すいてるのにあいせき）は、日本のお笑いイベントである。

## 概要
バッファロー吾郎A、THE GEESE、高橋健一（キングオブコメディ）、山脇唯、アイアム野田（鬼ヶ島）が出演し、バッファロー吾郎A、せきしろ、上田誠が脚本を手掛ける、ユニットコントイベント。
ユーモア軍団のイベントで行ったネタを元にコントが作られることもある。
2014年1月31日～2014年2月2日公演の「空いているのに相席2」までは「すいている」が漢字表記になっていた。

## 出演者
- バッファロー吾郎A
- 高佐一慈（THE GEESE）
- 尾関高文（THE GEESE）
- 高橋健一（キングオブコメディ） ※2016年1月29日「すいているのに相席3.5」から不参加
- 山脇唯
- アイアム野田（鬼ヶ島） ※2016年5月「すいているのに相席4」からレギュラーに

## 脚本
- バッファロー吾郎A
- せきしろ
- 上田誠（ヨーロッパ企画）

## 開催歴
| 日付 | 会場                               | イベント名                              | 内容・ゲスト等 |
| --- | ---------------------------------- | --------------------------------------- | --- |
| 2013年 3月18日（夜） 3月19日（昼・夜） （全3公演）                                                             | 新宿 シアターモリエール            | 空いているのに相席                      | びっくりジャンボラーメン OP VTR 未来予想図 ロシアンルーレット 殺陣師左近 子どものタヌキ サリバン先生 究極対至高 恵方巻き 一言オチコント 鏡像世界 帰ってきた あべこべの世界 ハーフタイムショー（清原の引退セレモニー） マニュフェスト 空いているのに相席（北の国から） 裸の王様 美輪さんとかくれんぼ 首吊り自殺 星の指し示す先 ラジオ EDVTR びっくりジャンボラーメンつづき |
| 2014年 1月31日（夜） 2月1日（昼・夕方） 2月2日（昼・夕方） （全5公演）                                         | 新宿 シアターモリエール            | 空いているのに相席2                     | 椅子取りゲーム OPVTR 流しの兄弟 帽子 晩ご飯 政見放送 ボッシュート タンポポの綿毛と清水アキラ ハーフタイムショー（ファイト！ファイト！ちば） カリオストロの城 声 ガーディアン・エンジェルス ヒロト 一言コント 大喜利部 魔王 ケント 毒蝮三太夫のミュージックプレゼント最終回 ホーム |
| 2014年3月1日                                                                                                   | 新宿 ロフトプラスワン              | 空いているのに相席反省会                | 空いているのに相席2の振り返りイベント。記録VTRを見ながら振り返る。 |
| 2014年7月5日                                                                                                   | ルミネtheよしもと                  | すいているのに相席2.5                   | 高橋を探せ（空いているのに相席・北の国から） OPVTR 殺陣師左近 未来予想図 晩ご飯 女スパイとの哀しき恋 子どものタヌキ 魔王 修行 もうすぐ晩ご飯 ハーフタイムショー（ファイト！ファイト！ちば） 欽ちゃん あべこべの世界 一言コント 恵方巻き BIG ヒロト ラジオ アフタートーク：村上純（しずる） / やす（ずん） |
| 2014年8月4日                                                                                                   | 新宿 ネイキッドロフト              | すいているのに相席反省会2               | すいているのに相席2.5の振り返りイベント。記録VTRを見ながら振り返る。 |
| 2015年 2月21日（夜） 2月22日（昼・夜） （全3公演）                                                             | 新宿 シアターモリエール            | すいているのに相席3                     | 999 OP VTR 姪孫 美しい声 やる気 あいせきみんなのうた 尾関豊「十五の夜」 雷 EZ DO DANCE 挑戦 スズメ あいせきみんなのうた 藤井フマナイヤ「ギザギザハートの子守唄」 アイドルの町 オンエア 終り ファニーチューリップ単独ライブ『THE MANZAI優勝への道』ライブ後の楽屋にて ボール アフタートーク： 2月21日（夜） 田村裕（麒麟） 2月22日（昼） やす（ずん） / R藤本 2月22日（夜） アイアム野田（鬼ヶ島） |
| 2015年3月10日                                                                                                  | 新宿 ネイキッドロフト              | すいているのに相席3反省会               | すいているのに相席3の振り返りイベント。記録VTRを見ながら振り返る。 |
| 2015年3月21日                                                                                                  | ルミネtheよしもと                  | すいているのに相席3.21                  | すいているのに相席3.21はじまるよの歌 姪孫 それは美しい曲線を描きながら やる気 こどものタヌキ 雷 EZ DO DANCE 挑戦 あいせきみんなのうた 藤井フマナイヤ「星屑のステージ」 スズメ 辿り着いた場所 アイドルの町 オンエア 新婚さんいらっしゃい！ 終り ボール ゲスト：田村裕（麒麟） アフタートーク：山里亮太（南海キャンディーズ） |
| 2015年5月11日                                                                                                  | 新宿 ネイキッドロフト              | すいているのに相席 公開打上げパーティー | すいているのに相席3.21の振り返りイベント すいているのに相席3～3,21 共通一次 高佐トレーディング生写真 |
| 2016年1月29日                                                                                                  | ルミネtheよしもと                  | すいているのに相席3.5                   | 野球に行くつもりじゃなかった 殺陣師左近3.5 魔王 雷 声 美輪さんとかくれんぼ あいせきみんなのうた 藤井フマナイヤ「ギザギザハートの子守唄」 恵方巻き こどものタヌキ J-WALK 毒蝮三太夫のミュージックプレゼント最終回 モノボケ部 ボウリング 天使 ゲスト：アイアム野田（鬼ヶ島） / 亘健太郎（フルーツポンチ） アフタートーク：hime(lyrical school) |
| 2016年2月7日                                                                                                   | 新宿 ネイキッドロフト              | すいているのに相席3.5反省会             | すいているのに相席3.5の振り返りイベント。記録VTRを見ながら振り返る。 |
| 2016年 5月3日（夜） 5月4日（昼・夜） （全3公演）                                                               | 座・高円寺2                        | すいているのに相席4                     | やっぱり猫が大好き OP VTR エグザイラナイ 小さな森のお菓子のお家 病院にて キミに届け ものまね王座決定戦 like a rolling dice こどものタヌキ 山脇 vs 高田(VTR) 病院にて その後 びっくりドンキー モノボケ部（第1期8話・テレビ神奈川再放送分） ポイズン マフラー 力持ち 白線の上を歩く ED VTR ゲスト：高田郁恵 / 児玉智洋（サルゴリラ） 日替わりゲスト： 5月3日（夜） 村上純（しずる） 5月4日（昼） ラブレターズ 5月4日（夜） 又吉直樹（ピース） |
| 2016年5月29日（昼・夜）                                                                                        | 新宿 ネイキッドロフト              | 相席4反省会・裏 相席4反省会・表         | すいているのに相席4の振り返りイベント。記録VTRを見ながら振り返る。 |
| 2017年1月28日                                                                                                  | 相模原 だがしあたーイエスマン      | すいているのに相席 ファン感謝祭         | 出演：バッファロー吾郎A / THE GEESE / 山脇唯 / アイアム野田 |
| 2017年 5月5日（夜） 5月6日（昼・夜） （全3公演）                                                               | 野方区民ホール                     | すいているのに相席5                     | 今 OP VTR 同窓会～未来へ～ 離婚届 風に吹かれて 今日から勝俣を見る目が変わる話 猫と話す イソップ物語 野田 vs 尾関（VTR） マツケンサンバ THE ひょっとこ （メモ）川合俊一は警戒心が強い 素敵な紙芝居 グルメの言霊 フェス クララが立つのを、下から見るか？横から見るか？ ED VTR ゲスト：佐藤貴史 / 本間キッド（や団） アフタートーク： 5月5日（夜） minan（lyrical school） / hinako（左同） 5月6日（昼） 上田誠 / 太田勇（テレビ東京） 5月6日（夜） せきしろ / 又吉直樹（ピース） |
| 2017年5月13日                                                                                                  | 新宿 ロフトプラスワン              | すいているのに相席5反省会               | すいているのに相席5の振り返りイベント。記録VTRを見ながら振り返る。 出演：バッファロー吾郎Ａ / THE GEESE / 山脇唯 / アイアム野田 / 佐藤貴史 / 本間キッド/ せきしろ |
| 2017年6月13日                                                                                                  | 新宿 ロフトプラスワン              | すいているのに相席5反省会・裏           | すいているのに相席5の振り返りイベント。記録VTRを見ながら振り返る。 出演：バッファロー吾郎A / せきしろ /上田誠 / 石川慎治（有限会社イエスマン） ゲスト：山脇唯 / アイアム野田 / 本間キッド / 高佐一慈 |
| 2018年 7月11日（夜） 7月12日（夜） 7月13日（夜） 7月14日（昼・夜） 7月15日（昼・夜） 7月16日（昼） （全8公演） | 中野 テアトルBONBON                | すいているのに相席'18決断               | 出演：バッファロー吾郎A / 山脇唯 / ラブレターズ / 本間キッド（や団）/ 鬼頭真也 / 宮戸洋行（GAG） 脚本：バッファロー吾郎A / せきしろ / 尾関貴文（THE GEESE） / 高佐一慈（THE GEESE） / 西垣匡基 / 福田真之 日替わりゲスト： 7月11日 minan（lyrical school） 7月12日 yuu（lyrical school） 7月13日 risano（lyrical school） 7月14日 佐藤貴史 7月15日 THE GEESE 7月16日 高田郁恵 7月16日（夕方）には同会場にてアフタートークライブ開催 |
| 2018年7月31日                                                                                                  | 新宿 ロフトプラスワン              | すいているのに相席’18反省会             | |
| 2018年8月7日                                                                                                   | 新宿 ネイキッドロフト              | すいているのに相席’18反省会・裏         | |
| 2019年8月12日（昼・夜）                                                                                        | 座・高円寺2                        | すいているのに相席傑作選                | |
| 2019年8月26日                                                                                                  | 新宿 ロフトプラスワン              | すいているのに相席傑作選反省会          | |
| 2019年 12月12日（夜） 12月13日（昼・夜） 12月14日（昼・夜） 12月15日（昼） （全6公演）                         | 池袋 シアターグリーン BASE THEATER | すいているのに相席'19回帰               | ユニコーン発見 空中ブランコ乗りのポールとリリー 笑わないお笑いファン 違う世界線のゆずダークツーリズム だっふんだ 破局の真相 ステーキ 泉の伝説～傷心旅行～ 献花、最後のお別れ ＊マッスル裁判官 ＊周囲に注意を払わないすしざんまいの社長 ＊時代 ＊サンタさんと男 ＊記憶喪失のすしざんまいの社長 ＊ビジュアル系バンド ＊『すしざんまい！』とテレパシーを送るすしざんまいの社長 ＊ものまねクイズ ＊レーダー ＊『すしざんまい！』と言えなくなる催眠術をかけられたすしざんまいの社長 ＊アシモ ＊下手な人がやるすしざんまいの格ゲー ＊バーレルミュージカル 餅 とっても楽しい森のバスケットボール大会 座布団を運ぶ人 ふれあい広場 ただいま グラフィティ 願い事 （＊：一言コント） 12月13日（昼 ※追加公演）のみ、「餅」の後に同コントの応援上演版が披露された（この時のみ発声＆写真撮影OK） 12月15日（夕方）には同会場にてアフタートークライブ開催 |
| 2019年12月17日                                                                                                 | 新宿 ネイキッドロフト              | すいているのに相席'19反省会＆忘年会     | 出演：バッファロー吾郎A / THE GEESE / 山脇唯 / アイアム野田 / せきしろ / 石川慎治（オフィス石川） |

## 関連ライブ履歴
| 日付           | 会場             | イベント名                                    | 内容 等 |
| -------------- | ---------------- | --------------------------------------------- | --- |
| 2014年8月30日  | よしもと浅草花月 | 久馬歩編集 月刊コント 浅草号                  | "すいているのに相席"名義で、バッファロー吾郎A・高橋健一・山脇唯が客演。 2013年3月「空いているのに相席」から「首吊り自殺」が再演された。 他の出演者は、お～い！久馬（ザ・プラン9） / ヤナギブソン（左同） / 浅越ゴエ（左同） / 最高の玩具（ライセンス藤原、カナリア安達） / 犬の心 / ライス / フラミンゴ / ブ江ノスアイレス（鳥居みゆき、ラブ守永、こばやし画伯、ヤマダサトシ） / 福田麻貴。 |
| 2018年10月20日 | 座・高円寺2      | 第１回モノボケの岩杯 「モノボケチーム対抗戦」 | 「すいているのに相席'18決断」で披露したコント"モノボケの岩"から派生したスピンオフ企画。 出演：バッファロー吾郎A / THE GEESE / 山脇唯 / 本間キッド（や団） / ラブレターズ / minan（lyrical school） / risano（左同） / yuu（左同） / 鬼頭真也 / 宮戸洋行（GAG） / 上田誠（ヨーロッパ企画） / せきしろ                                                                                        |